# Melanie (voornaam)
Melanie is een meisjesnaam. De naam is een afleiding van Melania. Dit is afgeleid van het Griekse woord melas of melania dat "zwart", "donker van kleur" betekent.

## Bekende naamdraagsters
- Melanie Brown (1975), bekend als Mel B, Brits zangeres
- Melanie Chisholm (1974), bekend als Mel C, Brits zangeres
- Melanie Safka (1947-2024), bekend als Melanie, Amerikaans zangeres
- Melanie Maas Geesteranus (1970), eerder bekend als Melanie Schultz van Haegen, Nederlands minister van Infrastructuur en Milieu (vanaf 2010)
- Melanie Martinez (1995), Amerikaans zangeres